# Pallacanestro Cantù 1997-1998
Questa voce raccoglie le informazioni riguardanti la Pallacanestro Cantù nelle competizioni ufficiali della stagione 1997-1998.

## Stagione
La stagione 1997-1998 della Pallacanestro Cantù, sponsorizzata Polti, è la 41ª nel massimo campionato italiano di pallacanestro, la Serie A1.
Con l'avvio della nuova stagione per la Pallacanestro Cantù ci fu il rientro nel giro delle competizioni europee, con la partecipazione alla Eurocoppa, l'ex Coppa delle Coppe, grazie alla finale di Coppa Italia. Il mercato portò l'arrivo del bomber Brian Oliver e dell'esperto Walter Berry, al posto del partente Thurl Bailey; inoltre anche l'allenatore cambiò e la società si affidò a Virginio Bernardi.
La squadra di Virginio Bernardi viaggiavano a vele spiegate in ambito europeo, ma in campionato però la prima vittoria arrivò solo alla quarta giornata e complici gli stop di Pistoia e Milano la dirigenza decise che il rapporto con l'allenatore fosse giunto al capolinea, così la squadra venne affidata al vice Massimo Magri. Per rinforzare la squadra in più Gianni Corsolini decise di ingaggiare il comunitario Miroslav Pecarski per dare una mano sotto ai tabelloni ad Andrea Cessel. Tuttavia il girone di andata di campionato si chiuse con sole quattro vittorie e la terzultima posizione, mentre in Coppa i canturini chiusero al primo posto il girone e si qualificarono ai sedicesimi di finale. Qui i biancoblù batterono gli slovacchi del Pezinok ma poi dovettero arrendersi ai serbi del Beobanka Belgrado. Anche in campionato le cose non andavano bene con l'ultimo posto che si faceva sempre più vicino a solo quattro lunghezze di distacco e il taglio di Brian Oliver. Le attenzioni, così, si spostarono sul campionato e su una salvezza da raggiungere, dopo che la squadra aveva iniziato la stagione con ben altre aspettative. In questo modo arrivarono le vittorie nel derby contro la Pallacanestro Varese e contro Reggio Emilia che sancirono la salvezza del club e anche l'accesso ai playoff, dove i canturini sbancarono il campo della Fontanafredda Siena in gara-1, senza Miroslav Pecarski fino al termine della stagione per una frattura al piede, ma poi fallirono gli altri due appuntamenti e terminarono una stagione tribolata, iniziata con ben altri obiettivi.

## Roster
| Polti Cantù 1997-1998 | Polti Cantù 1997-1998 |
| Giocatori             | Staff tecnico         |
| --------------------- | --------------------- |

| N. | Naz.                                      | Ruolo | Nome                     | Anno | Alt.   | Peso   |  |
| -- | ----------------------------------------- | ----- | ------------------------ | ---- | ------ | ------ |  |
| 4  | Italia (bandiera)                         | G     | Franco Binotto           | 1970 | 194 cm | 82 kg  |  |
| 5  | Italia (bandiera)                         | C     | Andrea Cessel            | 1969 | 205 cm | 104 kg |  |
| 6  | Italia (bandiera)                         | GA    | Claudio Pilutti          | 1968 | 198 cm | 98 kg  |  |
| 9  | Italia (bandiera)                         | P     | Alberto Rossini (C)      | 1969 | 190 cm | 85 kg  |  |
| 10 | Italia (bandiera)                         | P     | Eros Buratti             | 1971 | 196 cm | 82 kg  |  |
|    | Stati Uniti (bandiera)                    | C     | Walter Berry             | 1964 | 203 cm | 110 kg |  |
|    | Italia (bandiera)                         | PG    | Fabio Borghi             | 1979 | 180 cm | 82 kg  |  |
|    | Italia (bandiera)                         | A     | Davide Cristelli         | 1977 | 201 cm | 90 kg  |  |
|    | Italia (bandiera)                         | PG    | Emanuele Della Felba     | 1980 | 188 cm | 84 kg  |  |
|    | Italia (bandiera)                         | AC    | Christian Di Giuliomaria | 1979 | 208 cm | 108 kg |  |
|    | Stati Uniti (bandiera)                    | G     | Brian Oliver             | 1968 | 193 cm | 94 kg  |  |
|    | Jugoslavia (bandiera) · Grecia (bandiera) | C     | Miroslav Pecarski        | 1967 | 211 cm | 116 kg |  |
|    | Italia (bandiera)                         | A     | Alessandro Zorzolo       | 1969 | 202 cm | 96 kg  |  |
| -  | Italia (bandiera)                         | AP    | Lorenzo Ceper            | 1979 | 196 cm | 95 kg  |  |
| -  | Italia (bandiera)                         | AG    | Luca Dalla Vecchia       | 1978 | 204 cm | 105 kg |  |

| Allenatore |
| - Virginio Bernardi (fino al 26 ottobre) - Massimo Magri (dal 26 ottobre)                                              |
| Assistente/i |
| - Dionigi Cappelletti - Massimo Magri (fino al 26 ottobre) Legenda - (C) Capitano - (IN) Inattivo - Infortunato Roster |

## Mercato

### Sessione estiva
| Acquisti | Acquisti          | Acquisti          | Acquisti   |
| R.       | Nome              | da                | Modalità   |
| -------- | ----------------- | ----------------- | ---------- |
| ALL      | Virginio Bernardi | Juvecaserta       | definitivo |
| G        | Brian Oliver      | Viola R. Calabria | definitivo |
| AC       | Walter Berry      | Aris Salonicco    | definitivo |
| C        | Andrea Cessel     | G.S. Larissa      | definitivo |
| GA       | Claudio Pilutti   | Fortitudo Bologna | definitivo |

| Cessioni | Cessioni            | Cessioni       | Cessioni       |
| R.       | Nome                | a              | Modalità       |
| -------- | ------------------- | -------------- | -------------- |
| ALL      | Gianfranco Lombardi | Pall. Reggiana | fine contratto |
| C        | Thurl Bailey        | Olimpia Milano | fine contratto |
| AG       | John Ebeling        | Pall. Reggiana | fine contratto |
| P        | Ahmadou Keita       | Élan Chalon    | fine contratto |
| G        | Pete Myers          | N.Y. Knicks    | fine contratto |

### Dopo l'inizio della stagione
| Acquisti | Acquisti          | Acquisti  | Acquisti        | Acquisti   |
| R.       | Nome              | da        | Data            | Modalità   |
| -------- | ----------------- | --------- | --------------- | ---------- |
| C        | Miroslav Pecarski | Paniōnios | 9 novembre 1997 | definitivo |

| Cessioni | Cessioni          | Cessioni        | Cessioni         | Cessioni    |
| R.       | Nome              | a               | Data             | Modalità    |
| -------- | ----------------- | --------------- | ---------------- | ----------- |
| ALL      | Virginio Bernardi | Free agent      | 26 ottobre 1997  | rescissione |
| C        | Andrea Cessel     | Mens Sana Siena | 23 dicembre 1997 | rescissione |
| G        | Brian Oliver      | Atlanta Hawks   | 26 gennaio 1998  | rescissione |